# تاريخ الشعوب العربية (كتاب)
تاريخ الشعوب العربية كتاب ألّفه المؤرخي البريطاني من أصل لبناني ألبرت حوراني. يستعرض الكتاب تاريخ العرب منذ ظهور الإسلام، حتَّى أواخر القرن العشرين، وعرض التيارات الفكريَّة والأدبيَّة والدينيَّة في مجالات الفلسفة والأدب والطب خلال زمن الحضارة العربيَّة والإسلاميَّة، وشرح المفاهيم الاقتصادية في العالم وطبيعة الوحدة الثقافية.

## تكوين العالم
تناول الجزء الأول من الكتاب تكوين العالم من القرن السابع إلى العاشر الهجري، والتي بدأت بظهور حركة دينية على حواشي الامبراطوريتين البيزنطية والساسانية، وسيطرت على النصف الغربي من العالم. وأشار إلى دعوة رسول المسلمين محمد ﷺ إلى الرجال والنساء للإصلاح الخلقي، إضافةً إلى ظهور خلافات منافسة في مصر وأسبانيا خلال القرن العاشر، وعن تطوير المجتمعات الإسلاميَّة لمؤسسات اتخذت أشكالًا مختلفة من الروابط المُقامة بين بلدان حوض المتوسط وبلدان المحيط الهندي، والتي أسهمت في تكوين نظامًا واحدًا للتجارة، وتغييرات في الزراعة والحرف.

## تكوين دول عظمى
في الفصل الثاني من الكتاب ركّز المؤلف على طبيعة الإمبراطورية الإسلاميَّة والحياة المدنية في مدن ابتعد فيها الحاكم عن الناس مثل: قرطبة، وإشبيليا، وغرناطة، ومراكش، والفسطاط، ودمشق، والتي كانت تنتج البضائع المصنَّعة وتصدرها إلى الدول المدن الأخرى. ثم تحدَّث عن الفتوح الإسلاميَّة، في عهد النبي محمد ﷺ، وعن تأثير الطريقة التي كان يُحكم بها في توسع المنطقة المفتوحة، حيث مارس الفاتحون سلطتهم من معسكرات رابط فيها الجنود العرب، إضافةً إلى حديثه عن الخلافة في الشام، وبغداد، وكيف أن الدول العظمى كانت تتطلّب طرازًا جديدًا من الحكم.

## نهاية الوحدة السياسية
يُفصِّل ألبرت حوراني في الفصل الثالث من الكتاب تكوين وحدات سياسية منفصلة، نبتت بسبب حركات المعارضة والانفصال باسم جماعة أو أخرى من المسلمين المنشقين، إلا أنها ساعدت على انتشار الإسلام عن طريق إعطائه شكلًا لا يُقلق النظام الاجتماعي. كما تطرق إلى الأسس الاقتصادية، ووحدة العقيدة واللغة وكيف انتشرت اللغة العربيَّة مع الإسلام كلغة محكية بلهجات محليَّة متأثرة بلغات عاميَّة سابقة.

## السيطرة الأوروبية
ويتناول الكتاب بداية السيطرة الأوروبية على مناطق واسعة من العالم خلال القرنين التاسع عشر والعشرين، والذي واكب تزايد القوى المسلحة في الدول الأوروبية الكبرى في ظل استمرار حضارة الإسلام الدينية والشرعية، إلا أنه برز نوع جديد من التفكير، يحاول تفسير أسباب قوة أوروبا، وتبيين أن بإمكان البلدان الإسلامية اقتباس الأفكار والأساليب الأوروبية دون خيانة معتقداتهم. وركَّز أيضًا على واقع المجتمعات العربية بعد الاستقلال، واصفًا عدم امتلاك الجماعات الحاكمة في ذلك الوقت الكفاءات إلى ظهور اضطرابات سياسية، ونخب حاكمة جديدة.